# 2016년 헝가리 이민자 쿼터제 국민투표
2016년 헝가리 이민자 쿼터제 국민투표는 2016년 10월 2일 유럽 연합의 난민 분산 수용 정책에 동의할 것인지의 여부를 묻기 위해 헝가리에서 실시된 국민투표이다. 투표율이 50%에 미달하는 44.04%를 기록함에 따라 해당 국민투표는 무효 처리되었다.

## 배경
2015년에 일어난 유럽 난민 위기를 계기로 유럽 연합 이사회는 2015년부터 유럽 연합 회원국에 120,000명에 달하는 난민을 재분배하기로 결정했는데 헝가리, 슬로바키아, 체코, 루마니아는 유럽 연합 결정에 반대 입장을 표명했다. 특히 헝가리의 오르반 빅토르 정부는 유럽 연합이 헝가리에 이민자들을 유입시키려고 한다고 반발했으며 헝가리 국경에 난민을 비롯한 이민자들의 유입을 막기 위한 장벽 설치를 추진했다. 또한 유럽 연합이 헝가리에 난민을 비롯한 이민자들을 수용하려는 계획에 동의할 것인지를 묻는 국민투표를 추진했다.

## 정당별 찬반 입장
| 정당 | 정당               | 이념           | 찬/반  |
| ---- | ------------------ | -------------- | ------ |
|      | 피데스             | 민족보수주의   | 반대   |
|      | 헝가리 사회당      | 사회민주주의   | 보이콧 |
|      | 요비크             | 국수주의       | 반대   |
|      | 기독교민주인민당   | 기독교민주주의 | 반대   |
|      | 민주연합           | 사회자유주의   | 보이콧 |
|      | 또 다른 정치       | 녹색정치       | 중립   |
|      | 헝가리를 위한 대화 | 녹색정치       | 보이콧 |
|      | 함께당             | 사회자유주의   | 보이콧 |
|      | 헝가리 노동당      | 공산주의       | 반대   |
|      | 자유당             | 자유주의       | 찬성   |
|      | 두개의 꼬리당      | 장난 정당      | 찬성   |

## 결과
| 2016년 헝가리 이민자 쿼터제 국민투표 | 2016년 헝가리 이민자 쿼터제 국민투표 | 2016년 헝가리 이민자 쿼터제 국민투표 | 2016년 헝가리 이민자 쿼터제 국민투표 |
| 선택                                 | 득표수                               | 득표율                               |                                      |
| ------------------------------------ | ------------------------------------ | ------------------------------------ | ------------------------------------ |
| 반대                                 | 3,282,928                            | 98.34%                               |                                      |
| 찬성                                 | 55,555                               | 1.66%                                |                                      |
| 무효표                               | 223,252                              | -                                    |                                      |
| 총 득표수                            | 3,561,735                            | 100.00%                              |                                      |
| 등록된 유권자 수/투표율              | 8,272,625                            | 43.42%                               |                                      |

## 사진

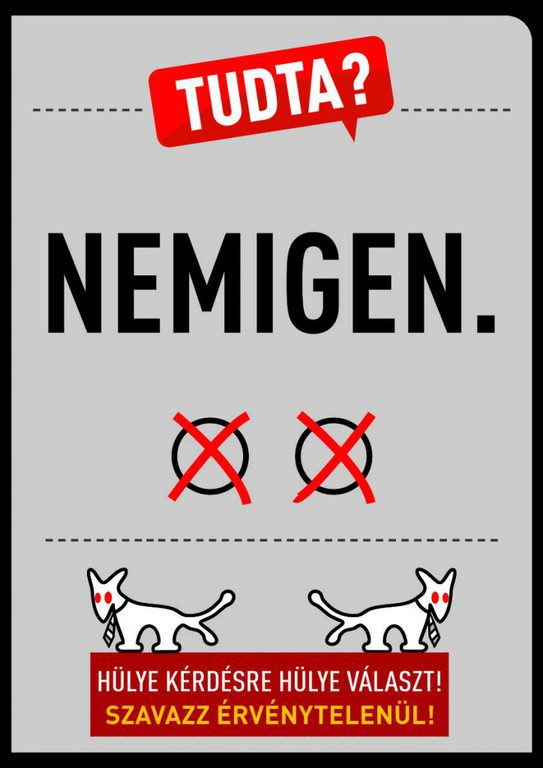
헝가리 두 개의 꼬리가 있는 강아지의 당이 제작한 국민투표 포스터
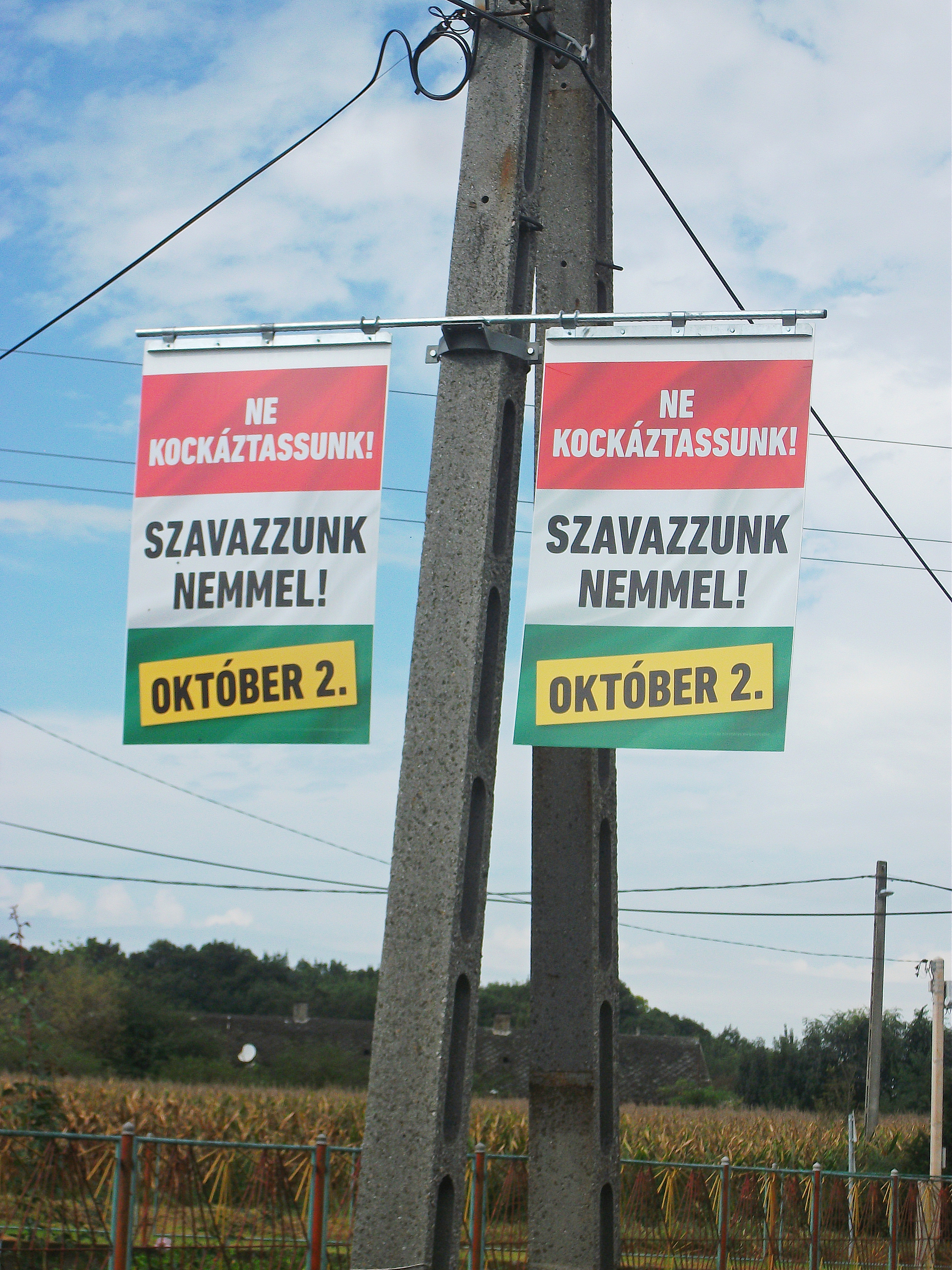
지츠히우이펄루에 내걸린 헝가리 정부의 국민투표 포스터
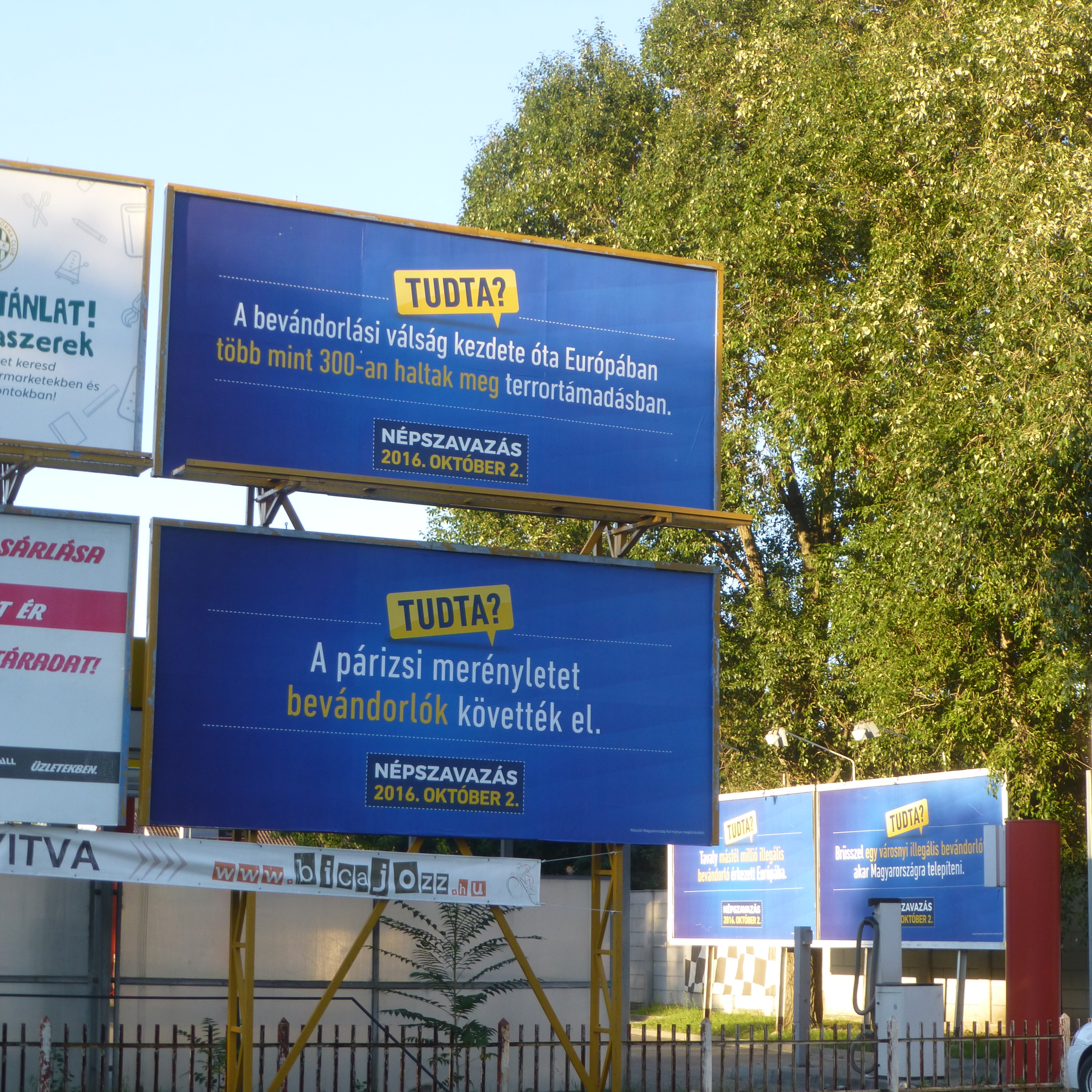
세게드에 내걸린 헝가리 정부의 국민투표 포스터